# BRM P351
Chronologie des modèles
La BRM P351 est une voiture de course de catégorie sport-prototype 3,5 litres qui a participé au championnat du monde des voitures de sport de la FIA en 1992 dans le but de ressusciter la marque British Racing Motors. Un seul châssis a été construit. La voiture réapparait en 1997 sous la forme du Le Mans Prototype BRM P301 avant de se retirer complètement en 1998.
Le projet mort-né de voiture de sport BRM P401 aurait dû partager nombre d'éléments avec la P351.

## Développement
En 1990, un accord conclu entre l'entrepreneur John Mangoletsi et la famille d'Alfred Owen, fondateur de British Racing Motors qui a conservé les droits de dénomination de l'entreprise a pour but de permettre au projet de Mangoletsi de conclure des partenariats et des financements pour un engagement en championnat du monde des voitures de sport où luttent déjà notamment Toyota, Peugeot et Mazda.
Avec le soutien de BRM, John Mangoletsi se tourne vers Paul Brown, l'ancien ingénieur en chef de Zakspeed, pour concevoir la voiture. Paul Brown conçoit un châssis de sport-prototype monocoque en carbone qui, bien que de facture classique, est très apprécié de ses pilotes, notamment au niveau de sa maniabilité. 
Le châssis composite de la voiture est fabriqué pour l'écurie par la firme d'ingénierie Courtaulds et peint en vert métallisé avec le nez orange, couleurs traditionnelles de BRM. Le moteur, conçu par Graham Dale-Jones, est construit par la société JHS de Terry Hoyle à partir d'un bloc dérivé de l'unité Weslake V12 rebadgé. Il développe  626 chevaux (467 kW) à 11 300 tours par minute mais s'avère peu compétitif et peu fiable.
Un second châssis qui devait être réalisé pour le commencement de la saison 1992 n'a jamais été construit.